# Il generale dei briganti
(Paolo Poeti)
Il generale dei briganti è una miniserie televisiva italiana, diretta da Paolo Poeti. Il protagonista è il brigante lucano Carmine Crocco (denominato "Generale dei Briganti"), un personaggio che ha suscitato pareri opposti, tra chi lo considera un semplice bandito e chi un eroe popolare, che ha contribuito, tuttavia, alla storia del Risorgimento. La fiction, suddivisa in due puntate, è andata in onda per la prima volta su Rai 1 il 12 e 13 febbraio 2012 ed è stata prodotta per i 150 anni dell'unità d'Italia.

## Trama
Carmine Crocco vive con la sua umile famiglia a Rionero in Vulture, un piccolo comune della Basilicata. La sua infanzia viene turbata dall'aggressione del conte Ludovico Guarino ai danni della madre Maria Gerarda. Il levriero del signorotto attacca un coniglio di proprietà della famiglia Crocco e Carmine si avventa contro il cane. Il conte picchia il ragazzo con un frustino e la madre (incinta) tenta di difendere suo figlio, subendo un calcio al ventre da parte del notabile, che la costringe a letto.
Passano gli anni, Carmine parte per Napoli arruolandosi nell'esercito borbonico e invia una lettera alla fidanzata Nennella, promettendole di sposarla non appena ottenuta la licenza. Nennella, che non sa leggere e scrivere, si rivolge ad Antonio, uno scrivano, chiedendogli di leggerla. Approfittando del suo analfabetismo e interessato a lei, Antonio inganna la ragazza, dicendole che Carmine la invitava a dimenticarlo.
Intanto, Crocco visita sua madre al manicomio (divenuta insana di mente a seguito dell'aggressione subita da Guarino) e qui conosce Mariano Aiello, un medico di idee mazziniane che sogna un'Italia unita, e Giuseppina Guarino, figlia dell'uomo che ha rovinato la sua famiglia.
A causa di un'imminente guerra, Carmine non ha più la licenza di tornare a Rionero per sposare Nennella ma, per amore della sua compagna, decide di disertare. Tornato a casa, scopre che Nennella si sta sposando con Antonio, che l'ha convinta con l'inganno.
Come se non bastasse, sua sorella Rosina è stata aggredita da un uomo innamorato di lei, Ferdinando Guarino, figlio del conte e fratello di Giuseppina, che l'ha sfregiata in viso sentendosi offeso dal suo rifiuto. Carmine, inferocito, uccide Ferdinando ed è costretto a darsi alla macchia.
Dopo aver portato sua sorella in un convento, si rifugia nei boschi e si unisce ad una banda di briganti, tra cui spiccano Ninco Nanco e Caruso, e ben presto ne diventerà lui il comandante. Mariano raggiunge Crocco, invitando lui e la sua banda ad unirsi alla causa dell'unità d'Italia, in cambio dell'amnistia concessa da Giuseppe Garibaldi e di una riforma agraria che avrebbe permesso ai contadini di diventare proprietari terrieri e non più salariati.
Carmine accetta così di unirsi ai moti unitari. Intanto Giuseppina assume come cameriera Nennella e le insegna a leggere e scrivere. Una volta istruita, nota che la lettera inviatale da Crocco mentre prestava il servizio militare è in realtà una promessa di matrimonio e, scoperta la verità, lo raggiunge nei boschi aggregandosi alla sua banda, abbandonando il suo sposo Antonio.
Compiuta l'unità d'Italia, le speranze di Carmine di tornare ad una vita normale si rivelano un'illusione. Non solo scopre che i suoi reati non sono stati cancellati e che la questione demaniale non è stata risolta, ma anche che i nobili devoti alla monarchia borbonica hanno conservato la loro posizione sociale, aderendo pretestuosamente all'unità.
Infatti, Crocco ritrova il suo nemico Ludovico Guarino, in precedenza fedele al re Francesco II, con la nomina di questore. Guarino gli informa che i suoi crimini non sono stati perdonati e lo invita alla resa. Carmine si ritrova in uno scontro a fuoco con gli uomini di Guarino ma riesce ad uccidere il neo questore e ritorna alla vita da bandito nei boschi. Amareggiato, maledice Garibaldi e soprattutto il suo amico Mariano, sentendosi ingannato dalla promessa non mantenuta.
Crocco, ancora stimato dal popolo, combatte i soldati piemontesi, mentre Mariano, diventato nel frattempo deputato del nuovo regno, è costretto a dargli la caccia. Incontratisi faccia a faccia, si sfidano ad un duello che non avrà luogo. Entrambi si sono sentiti ingannati, poiché anche Mariano (come Garibaldi) non ha visto realizzarsi i suoi ideali repubblicani con l'Italia unita.
La guerra contro il brigantaggio sta volgendo al termine: la banda di Crocco è decimata, Ninco Nanco viene catturato e giustiziato, Caruso tradisce i suoi compagni d'armi e si consegna ai piemontesi svelando il loro nascondiglio ma verrà ucciso da Carmine stesso. Infine, Crocco viene catturato e condannato a morte ma, grazie a Mariano, la sua pena viene commutata in carcere a vita. Carmine viene accompagnato all'imbarco per il penitenziario dal suo amico di un tempo, dalla sua amata Nennella e dalla loro figlia Libera, che lo salutano per l'ultima volta.

## Produzione
È co-prodotta da Rai Fiction ed Ellemme Group con il sostegno di Apulia Film Commission. Le riprese sono state effettuate in Basilicata e Puglia. I luoghi in cui sono state girate le scene sono Melfi, Venosa, Castel Lagopesole, Pescopagano, le cascate di San Fele, la fiumara di Atella in provincia di Potenza; Sant'Agata di Puglia, Vieste, Mattinata, la Foresta Umbra in provincia di Foggia; il Palazzo del Balì di Putignano in provincia di Bari. L'opera non rispecchia fedelmente gli eventi storici ed è frutto di libera ispirazione degli autori ai fatti e ai personaggi rappresentati.
Poeti ha dichiarato che la scelta di inserire personaggi fittizi è stata voluta per ricostruire le incongruenze di un'unità forzata e non condivisa da tutti. Una figura come quella di Mariano Aiello è, per il regista, la sintesi di come non solo il popolo meridionale è uscito sconfitto con l'unità, ma anche la classe repubblicana rappresentata dal personaggio. Poeti ha aggiunto: «La costruzione dei rapporti del protagonista sono frutto dell'invenzione, quali l'amicizia tradita e gli amori contrastati. Non si tratta di un bignami di storia ma di un'opera di finzione che volevo popolare su un tema difficile da svelare».
Fabrizio Del Noce, direttore di Rai Fiction, ha detto in proposito: «Volevamo raccontare i problemi dell'unificazione d'Italia da un altro punto di vista, per approfondire il fenomeno del brigantaggio, una pagina della storia poco esplorata sia dal cinema che dalla letteratura».

## Ascolti
| Puntata | Messa in onda    | Telespettatori | Share  |
| ------- | ---------------- | -------------- | ------ |
| 1       | 12 febbraio 2012 | 5.931.000      | 21,37% |
| 2       | 13 febbraio 2012 | 6.498.000      | 21.94% |

## Accoglienza
Nonostante abbia ottenuto un cospicuo indice di ascolti e sia stata la trasmissione più seguita in entrambe le prime serate, la fiction ha suscitato non poche polemiche sulla narrazione degli eventi storici, da parte di sostenitori sia della storiografia maggioritaria che della tesi revisionista. Ancor prima della sua uscita, Rocco Biondi, presidente dell'associazione "Settimana dei Briganti", oltre a sottolineare quelle che ritiene imperfezioni storiche, ha dichiarato che vi sono «una serie di falsi che offendono sia la figura di Crocco sia la stragrande maggioranza dei meridionali, che appoggiarono la sua lotta armata». Vanessa Ferrero della Ellemme Group ha definito superficiale la critica di Biondi, ritenendo che oltre a non aver visto il film, non aveva nemmeno letto la sceneggiatura.
Altri dissensi sono stati manifestati da esponenti vicini al casato di Savoia. Alessandro Sacchi, presidente nazionale dell'Unione Monarchica Italiana, ritiene che Crocco sia stato trasformato «da criminale comune in eroe romantico della libertà» e neppure la rappresentazione di figure come Garibaldi e Francesco II corrisponda ai fatti. Alberto Casirati, presidente dell'"Istituto della Reale Casa di Savoia", nonostante abbia giudicato positivamente la miniserie dal punto di vista cinematografico, accusa un'esaltazione nei confronti di Crocco, affermando: «Quello che fu senza dubbio un criminale viene proposto al pubblico come una sorta di romantico fuorilegge in chiave moderna», «famoso per i suoi voltafaccia»  e che violentava e uccideva «anche la sua stessa gente per mero interesse personale». Inoltre ha definito grave il fatto che il servizio pubblico abbia trasmesso un programma da lui considerato «intriso di falsità storiche, oltretutto inquadrandolo nelle celebrazioni per i 150 anni della proclamazione del Regno d'Italia».
Poeti, rispondendo alle dichiarazioni di Casirati, sostiene di aver realizzato solo un film sugli sconfitti, di aver trattato con lo stesso affetto sia Francesco II che Garibaldi e di non aver ideologizzato le azioni di Crocco e dei suoi briganti. Inoltre ha risposto all'ammonizione dicendo: «Non ho monumentalizzato il brigantaggio. Basta guardare la conclusione del film. Però non posso sottacere la cifra fondamentale del film: il prezzo più alto dell'unificazione è stato pagato dalle masse contadine del mezzogiorno costrette poi all'emigrazione in conseguenza del mancato impegno del governo unitario a realizzare la promessa riforma agraria. E i briganti in questa fase furono i guerriglieri contadini spinti da motivazioni basiche all'operare fuorilegge, la mera sopravvivenza».
Ettore Cinnella, docente universitario di storia contemporanea e autore di una biografia su Crocco, ha espresso disaccordo su aspetti come l'utilizzo del dialetto napoletano al posto dei dialetti lucani locali, la minimizzazione di un episodio fondamentale del Risorgimento come l'insurrezione lucana del 1860, la mancanza di espressività e originalità nella rappresentazione del brigantaggio e l'episodio del disonore ai danni della sorella del brigante, considerato dallo storico un falso. Cinnella sostiene che se gli autori si fossero attenuti di più alle fonti primarie, come le testimonianze e gli atti del processo di Potenza, avrebbero realizzato un'opera «non solo più veritiera, ma persino più affascinante e toccante».
Lo storico Giordano Bruno Guerri ha manifestato giudizi molto negativi, definendo l'opera «disastrosa» e «inverosimile». Sulla stessa linea di Cinnella, ha criticato l'uso di un dialetto estraneo al luogo, da lui definito «un vago napoletano, con venature di siciliano», inoltre si è soffermato sull'aspetto «da telenovela o da fotoromanzo anni Cinquanta» degli attori e, soprattutto, sulla mancanza di un vero racconto sul brigantaggio postunitario, una guerra civile giudicata «crudelissima, con più caduti fra i militari che nelle tre guerre d’indipendenza messe insieme, e almeno centomila morti fra i meridionali, un'ecatombe».
In maniera positiva si è espressa invece Adriana Poli Bortone, fondatrice del movimento Io Sud, che ha detto: «Tra le tante brutture della Rai ogni tanto assistiamo a qualcosa degno di essere menzionato, è il caso della fiction "Il generale dei briganti". Questo dovrebbe rappresentare però solo un primo momento di approfondimento su una rilettura del Risorgimento che riguarda una larga fetta d'Italia».